# Campocraspedon annulitarsis
Campocraspedon annulitarsis là một loài tò vò trong họ Ichneumonidae.